# Szyszkiwci (rejon sokiriański)
Szyszkiwci (ukr. Шишківці) – wieś na Ukrainie w rejonie sokiriańskim obwodu czerniowieckiego.
Zamieszkuje ją obecnie 1 446 osób.